# Chiesa di San Defendente (Cuneo)
La chiesa di San Defendente è la parrocchiale di Confreria, frazione di Cuneo, in provincia di Cuneo e diocesi di Cuneo-Fossano; fa parte della zona pastorale dell'Oltrestura.

## Storia
Anticamente a Confreria esisteva un pilone dedicato a San Defendente, al posto del quale venne costruita nel 1623 la primitiva cappella, che fu dotata nel 1683 del campanile.
Nel 1747 la chiesetta fu dotata di un altare dedicato a San Magno e nel 1831 di una cappella laterale, la quale venne successivamente intitolata alla Madonna del Buon Consiglio; nel 1879 si procedette a rimodellare la facciata.
Il borgo di Confreria divenne parrocchia autonoma nel 1897 e tre anni dopo iniziarono su impulso di don Bartolomeo Dutto i lavori di costruzione della nuova chiesa, la cui consacrazione fu poi impartita il 26 maggio 1928 dal vescovo di Fossano e Cuneo Quirico Travaini; nel frattempo, tra il 1905 e il 1906 era stato realizzato il campanile.
Nel 1980 la parrocchiale venne adeguata alle norme postconciliari e nel biennio 1997-98 fu interessata da un intervento di restauro e di risanamento.

## Descrizione

### Esterno
La facciata a salienti della chiesa, rivolta a sudovest, è scandita da lesene e presenta al centro il portale d'ingresso, protetto dal protiro, e il rosone, mentre le due ali laterali sono caratterizzate da monofore a tutto sesto; sotto la linea degli spioventi corre una fila di archetti pensili.
Annesso alla parrocchiale è il campanile a pianta quadrata, la cui cella presenta su ogni lato una monofora ed è coronata dalla guglia di forma piramidale.

### Interno
L'interno dell'edificio è suddiviso da pilastri, abbelliti da lesene e sorreggenti degli archi a tutto sesto, in tre navate, di cui la centrale è coperta da volte a crociera; al termine dell'aula si sviluppa il presbiterio, rialzato di tre gradini e chiuso dall'abside di forma semicircolare.